# Könyök

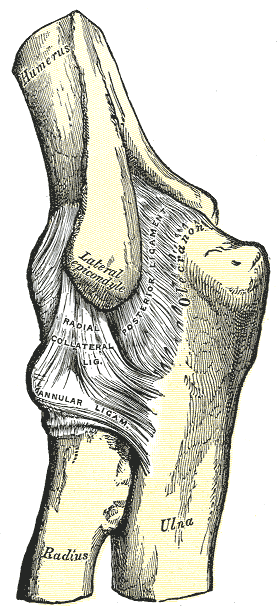
A könyök külső dudora látható a szalagokkal együtt

Könyök (cubitus) alatt a felkar és az alkar közötti területet, szűkebb értelemben a könyökízületet (articulatio cubiti) értjük. Három csont alkotja, felülről a felkarcsont (humerus) ízesül a singcsonttal (ulna) és az orsócsonttal (radius), míg e két utóbbi egymással kapcsolódik, így valójában három ízület hozza létre a könyökízületet, mely mind szerkezetileg, mind funkcionálisan egységet képez.
Hátulról kitapintható a singcsont könyöknyúlványa (olecranon), kétoldalt pedig a felkarcsont belső (epicondylus medialis humeri) és külső könyökdudorja (epicondylus lateralis humeri). Elöl tapintható a bicepsz ina, illetve jól láthatóak a tájékon áthaladó felületes vénák is: a vena cephalica lateralisan és a vena basilica medialisan, valamint a kettő közti összekötő vénák, melyek elrendeződése többféle lehet.

## A könyökízület szerkezete

### Articulatio humeroulnaris
A felkarcsont (trochlea humeri) és a singcsont (incisura trochlearis) által alkotott ízület. Előbbi hengerfelszín, mely medial felé lejt, és melynek közepén egy dorsovolaris irányú vájulat található, utóbbi pedig egy kivájt hengerfelszín, közepén egy ugyancsak dorsovolaris irányú léccel, ami a két csont oldalirányú elmozdulását akadályozza meg. Az ízületi felszínek alakjából adódóan kétféle mozgást tesz lehetővé a trochlea humeri tengelye körül: a hajlítást (flexio) és a feszítést (extensio). Így mechanizmusát tekintve az egytengelyű csuklóízületek (ginglymus) közé sorolható.
- Fiziológiás abdukció: Mivel a trochlea humeri medial felé lejt, az alkar nem tökéletes folytatása a felkarnak, hanem ahhoz képest kissé lateralra áll.

### Articulatio humeroradialis
A felkarcsont lateralis oldalán található capitulum humeri valamint az orsócsont feje (fovea capitis radii) alkotja. A capitulum humeri gömbfelszín, ennek megfelelően az ízület a gömbízületekhez (spheroidea) tartozik, és elvileg soktengelyű ízület. Valójában azonban a könyökízület másik két alkotórészéhez igazodik, azoknak a mozgásait követi, ezért korlátolt szabadízület.

### Articulatio radioulnaris proximalis
A singcsont (incisura radialis) és az orsócsont (circumferentia articularis) között jön létre. Az orsócsontot gyűrűszerűen körbeveszi egy szalag, a ligamentum anulare, és rögzíti a singcsonthoz. A lehetséges mozgásait tekintve forgóízület (trochoidea), melyben az orsócsont feje forog. Amennyiben a tenyerünket lefelé vagy hátra fordítjuk, pronatioról beszélünk, míg az ezzel ellentétes irányú mozgás a supinatio. (a tenyér felfelé vagy előrefelé fordítása) Amíg az orsócsont feje a saját tengelye körül forog, addig a distalis vége a singcsont processus styloideusa körül ívben mozog.

### Articulatio cubiti
A fenti három ízület együtt alkotja a könyökízületet, mely egy összetett, két egytengelyű ízület. (trochoginglymus) Az ízületi tok (capsula articularis) a ginglymus ízületekére jellemző, elöl és hátul bő, oldalt feszes, szalagokkal erősített. Ezek az alábbiak:
- Ligamentum collaterale ulnare

Az epicondylus medialis humeriről ered és a singcsont processus coronoideusán, valamint az olecranonon tapad. Mivel több különböző irányba futnak a rostjai, így mindig van olyan komponense, amelyik feszes.
- Ligamentum collaterale radiale

Az epicondylus lateralis humeriről ered, belesugárzik a ligamentum anulare radiibe.
- Ligamentum anulare radii

Az orsócsont fejét veszi körül és rögzíti azt a singcsonthoz.

## Mozgásai, a mozgásokat végző izmok
- Az alkar behajlítása (flexio):
  - musculus biceps brachii
  - musculus brachialis
  - musculus brachioradialis
  - musculus pronator teres

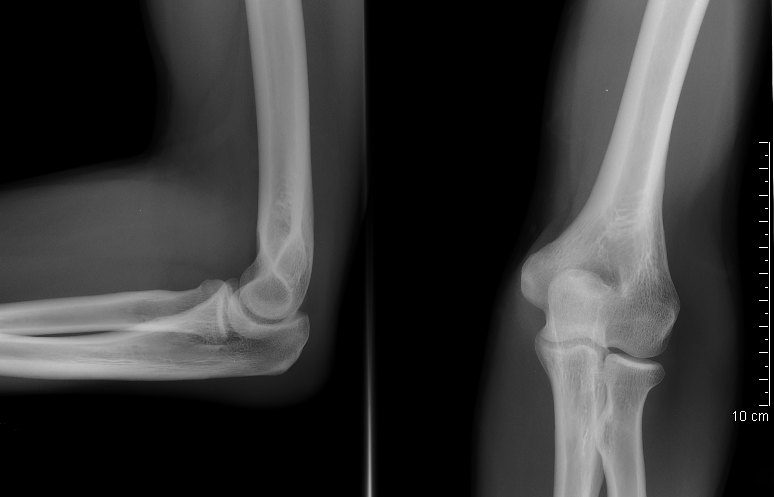
Röntgenfelvétel a könyökről behajlított (bal oldali kép) és kinyújtott (jobb oldali kép) helyzetben

- Az alkar kinyújtása, feszítése (extensio):
  - musculus triceps brachii
- A tenyér lefelé fordítása (pronatio):
  - musculus pronator teres
  - musculus brachioradialis
  - musculus pronator quadratus
- A tenyér felfelé fordítása (supinatio):
  - musculus biceps brachii
  - musculus brachioradialis
  - musculus supinator

## A könyök izmai
A könyök tájékán számos izom ered és tapad. Ezeket az itt látható táblázat foglalja össze:
| izom                                    | eredése | funkciója |
| musculus pronator teres                 | epicondylus medialis humeri és processus coronoideus ulnae                                                   | alkar pronatioja, könyök flexioja |
| musculus flexor carpi radialis          | epicondylus medialis humeri                                                                                  | könyök hajlítása, a kéztő volarflexioja (tenyér felé történő hajlítása) és radialis abductioja (a kéztő hüvelykujj felé történő oldalirányú hajlítása) |
| musculus palmaris longus                | epicondylus medialis humeri                                                                                  | az aponeurosis palmaris feszítése |
| musculus flexor carpi ulnaris           | epicondylus medialis humeri és az ulna elülső felszíne                                                       | a kéztő volarflexioja és ulnaris abductioja (a kéztő kisujj felé történő oldalirányú hajlítása)                                                        |
| musculus flexor digitorum superficialis | epicondylus medialis humeri                                                                                  | a II-V. ujjak hajlítása |
| musculus brachioradialis                | epicondylus lateralis humeri felett                                                                          | a könyök hajlítása |
| musculus extensor carpi radialis longus | epicondylus lateralis humeri felett                                                                          | a kéz dorsalflexioja (hátrahajlítása) és radialis abductioja                                                                                           |
| musculus extensor carpi radialis brevis | epicondylus lateralis humeri                                                                                 | a kéz dorsalflexioja |
| musculus extensor carpi ulnaris         | epicondylus lateralis humeri és az alkar dorsalis felszíne                                                   | a kéz dorsalflexioja és ulnaris abductioja |
| musculus extensor digitorum             | epicondylus lateralis humeri                                                                                 | az ujjak extensioja (kinyújtása) |
| musculus supinator                      | epicondylus lateralis humeri, ulna lateralis felszíne                                                        | az alkar supinatioja (a tenyér fel- illetve előrefordítása)                                                                                            |
| izom                                    | tapadása | funkciója |
| musculus biceps brachii                 | tuberositas radii (az ínról leválik az aponeurosis musculi bicipitis brachii, mely az alkar fasciaján tapad) | a könyök flexioja, supinatioja, a vállízületben pedig a felkar előrehajlítása és befele történő rotatioja                                              |
| musculus brachialis                     | tuberositas ulnaen                                                                                           | a könyök hajlítása |
| musculus triceps brachii                | az ulna olecranonján                                                                                         | a könyök feszítése, a vállízületben a felkart hátrahúzza                                                                                               |

## A könyök sérülései
- Teniszkönyök (epicondylitis lateralis humeri): A külső könyökdudor (epicondylus lateralis humeri) gyulladásos elváltozása, melynek oka rendszerint az alkar és a csukló túlzott megerőltetése. (különösen a feszítő izmokat érinti) Teniszezők körében gyakoribb, főleg az amatőrök esetében, akik gyakran rosszul fogják az ütőt, és csuklóból lendítenek. (A „fonákütés”, ami során  a kezet dorsalflektáljuk, különösen megterhelő lehet.) A könyök megduzzad, mozgatása fájdalmas, a külső könyökdudor nyomásérzékeny.  A végtag pihentetése elengedhetetlen feltétele a gyógyulásnak, önmagában azonban gyakran kevésnek bizonyul. Ilyenkor gyulladáscsökkentő gyógyszerek, illetve súlyosabb esetben műtéti megoldás jöhet szóba.
- Golfkönyök (epicondylitis medialis humeri): A belső könyökdudor (epicondylus medialis humeri) gyulladása. Oka az alkar túlzott megerőltetése, elsősorban a hajlító izmoké. A könyök duzzadt, mozgatása erős fájdalommal jár, a belső könyökdudor nyomásérzékeny.
- Bursitis olecranii: A könyökcsúcs és a bőr közötti nyálkatömlő (bursa) gyulladása. A nyálkatömlő folyadékkal telik meg, ez a könyökcsúcson duzzanatot okoz és korlátozhatja az ízület mozgásait.
- Ficam (luxatio cubiti): Az orsócsont (radius) és a singcsont (ulna) együttes eltávolodása a felkarcsonttól (humerus) Megkülönböztetünk elülső és hátulsó ficamot. A hátulsó ficam a gyakoribb, ami rendszerint a kinyújtott karra esés következménye. Elülső ficam kizárólag a könyökcsúcs törésével együtt fordul elő.
- nervus ulnaris sérülések: A nervus ulnaris a könyök medialis oldalán, a sulcus nervi ulnarisban fut lefelé az alkarhoz. Törés vagy ficam esetén könnyen sérülhet. Az úgynevezett „Cubital tunnel szindróma” az idegre ható fokozott nyomás következménye. A tünetek a sérülés jellegétől és súlyosságától függően változnak.

(Az ember gyakran beüti a könyök medialis bütykét, amit a gyűrűs és kisujj jellegzetes zsibbadása követ.)